# Сокіл (футбольний клуб, Львів)
Футбольний клуб «Сокіл» — український аматорський футбольний клуб з міста Львова.
Півфіналіст Кубка УРСР 1967, фіналіст кубка 1969, чемпіон УРСР 1970 (взяв участь у фінальній частині першості замість бучацького «Колоса» після відмови бучачан через їх участь у фінальній стадії змагань за кубок «Золотий колос»), 4-й призер чемпіонату 1971, 3-й призер чемпіонату 1972, 2-й призер чемпіонату 1973, володар Кубка 1973 і 1974, 3-й призер чемпіонату 1974, 4-й призер чемпіонату 1976, півфіналіст Кубка УРСР 1978.

## Всі сезони в незалежній Україні
| Сезон   | Чемпіонат | Чемпіонат | Чемпіонат | Чемпіонат | Чемпіонат | Чемпіонат | Чемпіонат | Чемпіонат | Кубок       | Кубок | Кубок | Кубок | Кубок | Кубок | Кубок | Примітка                 |
| Сезон   | Ліга      | Місце     | І         | В         | Н         | П         | М         | О         | Етап        | І     | В     | Н     | П     | М     | О     | Примітка                 |
| ------- | --------- | --------- | --------- | --------- | --------- | --------- | --------- | --------- | ----------- | ----- | ----- | ----- | ----- | ----- | ----- | ------------------------ |
| 1992/93 | —         | —         | —         | —         | —         | —         | —         | —         | 1/16 фіналу | 4     | 2     | 0     | 2     | 6−11  | 4     | під назвою «Сокіл-ЛОРТА» |
| Всього  | —         | —         | —         | —         | —         | —         | —         | —         | >1 сезон    | 4     | 2     | 0     | 2     | 6−11  | 4     |                          |

## Досягнення
- Чемпіон УРСР серед КФК
  - Чемпіон (1): 1970

- Кубок України серед КФК
  - Володар (2): 1973, 1974

- Кубок мільйонів
  - Володар (2): 1966, 1967

## Відомі футболісти
- Ігор Яворський